# Ángel Bastos
Ángel Bastos Teijeira (Mos, 3 maggio 1992) è un calciatore spagnolo, difensore svincolato.

## Carriera
Ha giocato nella seconda divisione spagnola e nella massima serie rumena.